# Едмунд Джейкобсон
Едмунд Джейкобсон (англ. Edmund Jacobson; 22 квітня 1888, Чикаго — 7 січня 1983, Чикаго) — американський лікар, фізіолог і психіатр. Розробник методу релаксації під назвою «прогресивна м'язова релаксація», один із розробників технології біологічного зворотного зв'язку (англ. Biofeedback).

## Біографія
Батько — Морріс Джейкобсон, ріелтор, родом зі Страсбурга. Мати — Фанні, домогосподарка з Айови. Закінчив Північно-Західний університет у 1908 році, захистив магістерську (1915) та докторську дисертації у Гарвардському університеті.
Джейкобсон розпочав свої дослідження у 1908 році. Зацікавившись дослідженнями релаксації Вільяма Джеймса, він розпочав експериментальні дослідження. Джейкобсон випробував техніку релаксації на собі. У 1921 році представив застосування психологічних принципів у медичній практиці, яка пізніше стала називатися психосоматична медицина.
У 1929 році, після двадцяти років досліджень, Джейкобсон опублікував свої результати в книзі «Прогресивна релаксація» (англ. «Progressive Relaxation»). Його головна робота, «Ви повинні розслабитися» (англ. «You Must Relax», адресована широкому загалу, вийшла друком у 1934 році.
Зі своїми пацієнтами Джейкобсон використовував таку техніку: вони мали з заплющеними очима напружувати і розслабляти певні частини тіла, зосередившись на контрасті відчуттів. Згодом у пацієнтів виходило зменшити напругу. За словами Джейкобсона, його метод допомагав справлятися з різними захворюваннями, наприклад, з безсонням, заїканням, депресією.
Вважається, що Джейкобсон провів перші виміри тонусу — напруги скелетних м'язів, за допомогою якого забезпечується підтримка рівноваги тіла та його готовність включитися в активну рухову діяльність. Якобсон поглиблював свої дослідження з 1936 по 1960 роки в лабораторії клінічної фізіології університету Чикаго, якою він керував.
Помер у Чикаго, у 1983 році, у віці 94 років.